# Aloe africana
Espèce
Classification APG III (2009)
Synonymes
- Aloe angustifolia
- Aloe bolusii
- Aloe perfoliata var. africana
- Aloe pseudoafricana
- Pachidendron africanum
- Pachidendron angustifolium

Aloe africana est une espèce arborescente d'aloès originaire de la région du Cap-Oriental, en Afrique du Sud.

## Description

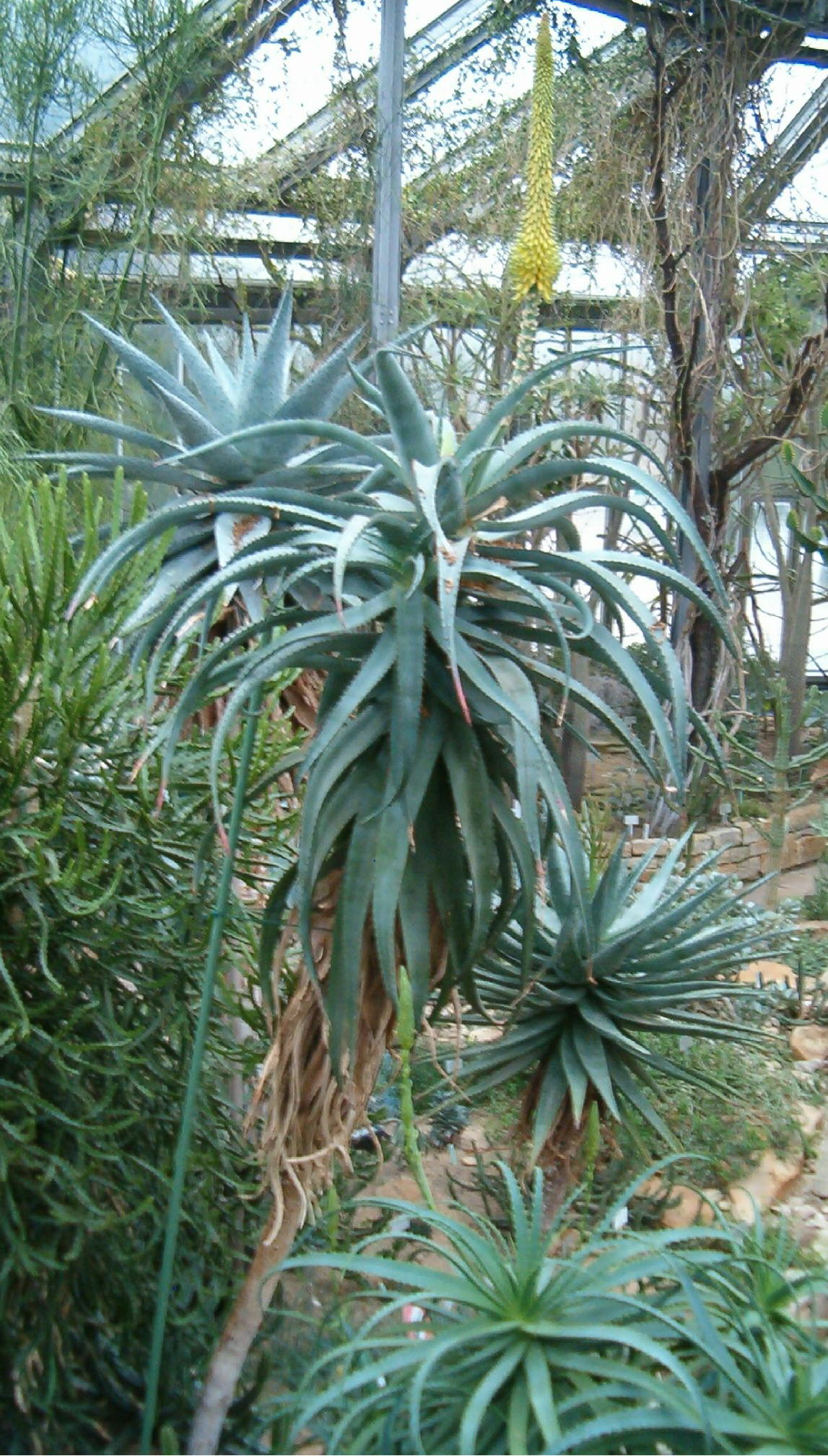
Port général d’A. africana, au jardin botanique de Berlin, en 2005.

La croissance de cet aloès est relativement lente. Il peut atteindre 2 à 3 mètres de haut.
Les feuilles sont assez étroites et fines et font une soixantaine de centimètres. Son port, dans la disposition de ses feuilles sur le tronc, est moins régulier et symétrique que sur la plupart des autres espèces arborescentes. Les feuilles sont aussi généralement plus courbées que d'ordinaire. Elles poussent normalement puis se courbent vers le bas, en se tordant.
Elles sont disposées le long du tronc, puis en rosette apicale dense sur le sommet de la plante.
La couleur de la feuille est inhabituelle, allant du gris-vert au vert violacé ; elle est pourvue de petites dents rouge vif sur les bords. Dans les positions ombragées, les feuilles sont plus vertes et, dans des conditions sèches, elles peuvent prendre une teinte violacée ou rosée.
Chaque arbre conserve ses feuilles mortes qui couvrent au moins une grande partie du tronc. Cela donne un aspect assez désordonné aux plus vieilles plantes et rend l'aspect ornemental plus singulier.
Bien que typiquement solitaire, lorsqu'il est planté dans des régions froides, et qu'il a subi des dommages causés par le gel, cet aloès peut se ramifier aux endroits endommagés. Mais dans la nature, dans son habitat naturel chaud, c'est toujours un arbre non ramifié.

## Floraison

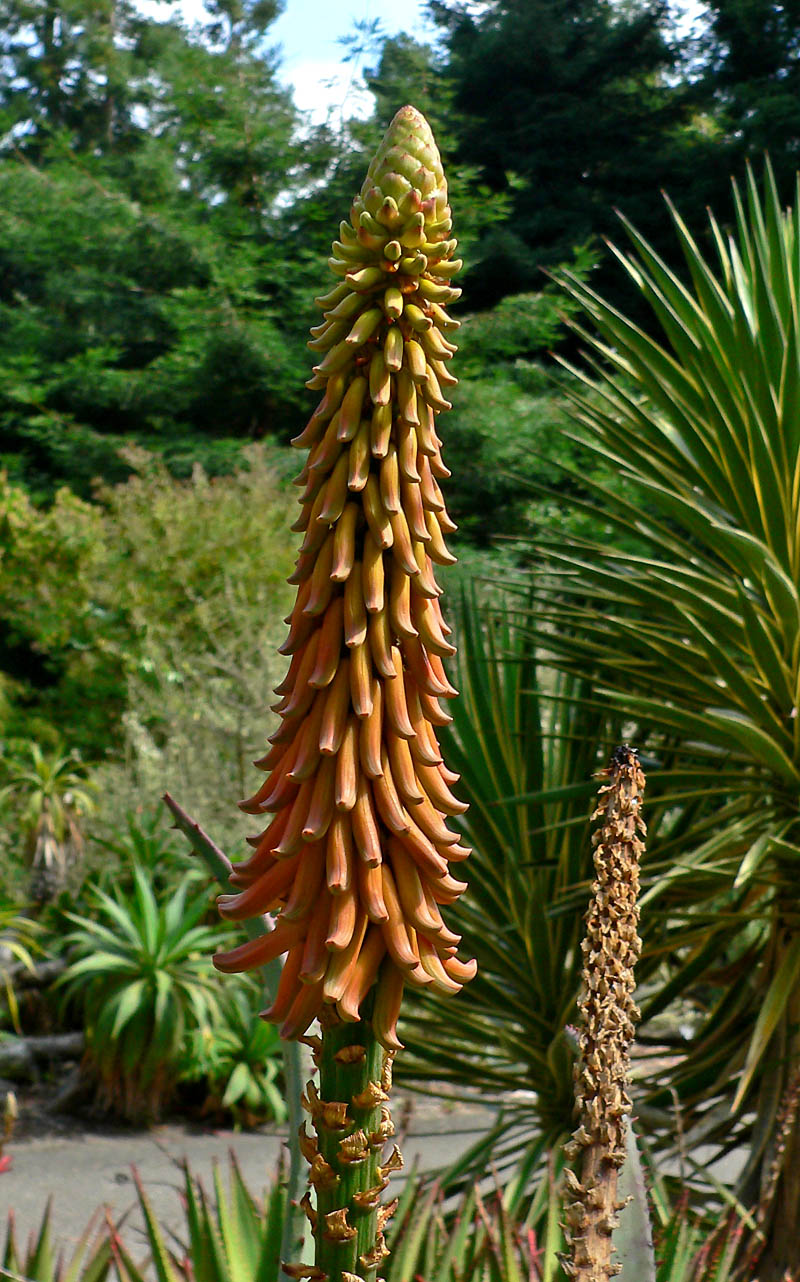
Détails de la grappe de fleurs cylindriques, montrant les fleurs nettement recourbées.

La floraison n'apparait qu'au bout de 4 ou 5 ans. Elle a lieu de juillet à septembre, au début du printemps austral. Cependant, la floraison reste moins prévisible que pour les autres aloès, et peut donc apparaitre à tout moment. La plante produit généralement d'une à quatre hampes florales. Elles sont grandes, érigées, et terminées par la grappe de fleurs. Les fleurs sont tubulaires, un peu plus longues que dans chez la plupart des aloès, jusqu'à 5 cm, orange et jaunes. Au fur et à mesure de la floraison, en commençant par la partie basse, chaque petite fleur va se recourber vers le haut, ce qui rend l'identification facile car ce n'est pas une caractéristique courante chez les aloès. Chez cette espèce qui ressemble à certaines autres variétés (comme Aloe excelsa, Aloe lineata, Aloe ferox), cette caractéristique s'avère utile pour l'identification.

## Répartition et écologie
Cet aloès est principalement confiné aux collines et aux plaines, poussant dans les broussailles et la végétation du renosterveld. Cependant, il est capable de s'adapter à un large éventail de conditions. Il pousse souvent en association avec A. ferox, A. pluridens et A. speciosa, et les hybrides ne sont pas rares. Dans son habitat naturel, le climat est tempéré, sans gel, chaud et humide l'été. Les précipitations s'y produisent tout au long de l'année, de 600 à 700 mm par an.
Il se plaira dans les zones USDA 9 et supérieures.

## Utilisation et culture
C'est une très belle plante que l'on trouve en culture, dans les climats tempérés chauds. Elle pousse facilement en terrain sec et pauvre, ne réclame pas de soin particulier, et de ce fait elle est appréciée en culture ornementale.